# Histoires de
Histoires de è la terza raccolta della cantante francese Mylène Farmer, pubblicata il 4 dicembre 2020 dall'etichetta discografica Stuffed Monkey.

## Tracce
Disc 1 (Live)
1. Libertine (Live) – 5:37 (Laurent Boutonnat, Jean-Claude Dequéant) – N°5 on Tour (2009)
2. Sans logique (Live) – 3:50 (Mylène Farmer, Laurent Boutonnat) – Live 2019 (2019)
3. Sans contrefaçon (Live) – 4:10 (Mylène Farmer, Laurent Boutonnat) – N°5 on Tour (2009)
4. Ainsi soit je... (Live) – 4:19 (Mylène Farmer, Laurent Boutonnat) – N°5 on Tour (2009)
5. Pourvu qu'elles soient douces (Live) – 5:23 (Mylène Farmer, Laurent Boutonnat) – Live 2019 (2019)
6. Je t'aime mélancolie (Live) – 5:02 (Mylène Farmer, Laurent Boutonnat) – Timeless 2013 (2013)
7. Regrets (Live) – 5:06 (Mylène Farmer, Laurent Boutonnat) – Mylenium Tour (2000)
8. Désenchantée (Live) – 6:20 (Mylène Farmer, Laurent Boutonnat) – Timeless 2013 (2013)
9. Beyond My Control (Live) – 4:56 (Mylène Farmer, Laurent Boutonnat) – Mylenium Tour (2000)
10. XXL (Live) – 4:49 (Mylène Farmer, Laurent Boutonnat) – Avant que l'ombre... À Bercy (2006)
11. California (Live) – 5:23 (Mylène Farmer, Laurent Boutonnat) – Avant que l'ombre... À Bercy (2006)
12. Rêver (Live) – 5:22 (Mylène Farmer, Laurent Boutonnat) – N°5 on Tour (2009)
13. Comme j'ai mal (Live) – 3:49 (Mylène Farmer, Laurent Boutonnat) – Timeless 2013 (2013)
14. L'Instant X (Live) – 4:54 (Mylène Farmer, Laurent Boutonnat) – N°5 on Tour (2009)
15. Mad World (feat. Gary Jules) (Live) – 3:26 (Roland Orzabal) – Timeless 2013 (2013)
16. Diabolique mon ange (Live) – 5:13 (Mylène Farmer, Darius Keeler) – Timeless 2013 (2013)

Disc 2
1. Innamoramento – 5:25 (Mylène Farmer, Laurent Boutonnat) – Innamoramento (1999)
2. L'Âme-Stram-Gram – 4:23 (Mylène Farmer, Laurent Boutonnat) – Innamoramento (1999)
3. Souviens-toi du jour – 4:59 (Mylène Farmer, Laurent Boutonnat) – Innamoramento (1999)
4. Optimistique-moi – 4:21 (Mylène Farmer) – Innamoramento (1999)
5. Je te rends ton amour – 5:10 (Mylène Farmer, Laurent Boutonnat) – Innamoramento (1999)
6. C'est une belle journée – 4:17 (Mylène Farmer, Laurent Boutonnat) – Les Mots (2001)
7. Les Mots (feat. Seal) – 4:49 (Mylène Farmer, Laurent Boutonnat) – Les Mots (2001)
8. Fuck Them All – 4:35 (Mylène Farmer, Laurent Boutonnat) – Avant que l'ombre... (2005)
9. L'amour n'est rien... – 5:06 (Mylène Farmer, Laurent Boutonnat) – Avant que l'ombre... (2005)
10. Avant que l'ombre... – 5:58 (Mylène Farmer, Laurent Boutonnat) – Avant que l'ombre... (2005)
11. Q.I – 5:25 (Mylène Farmer, Laurent Boutonnat) – Avant que l'ombre... (2005)
12. Redonne-moi – 4:25 (Mylène Farmer, Laurent Boutonnat) – Avant que l'ombre... (2005)
13. Dégénération (Radio Edit) – 4:07 (Mylène Farmer, Laurent Boutonnat) – Point de suture (2008)
14. C'est dans l'air (Radio Edit) – 3:37 (Mylène Farmer, Laurent Boutonnat) – Point de suture (2008)
15. Appelle mon numéro – 5:31 (Mylène Farmer, Laurent Boutonnat) – Point de suture (2008)
16. Si j'avais au moins... – 5:31 (Mylène Farmer, Laurent Boutonnat) – Point de suture (2008)

Disc 3
1. Oui mais... non – 4:21 (Mylène Farmer, RedOne) – Bleu noir (2010)
2. Bleu noir – 4:05 (Mylène Farmer, Moby) – Bleu noir (2010)
3. M'effondre – 3:33 (Mylène Farmer, Moby) – Bleu noir (2010)
4. Lonely Lisa – 3:02 (Mylène Farmer, RedOne) – Bleu noir (2010)
5. Du temps – 3:38 (Mylène Farmer, Laurent Boutonnat) – 2001.2011 (2011)
6. À force de... – 4:06 (Mylène Farmer, Laurent Boutonnat) – Monkey Me (2012)
7. Monkey Me – 4:12 (Mylène Farmer, Laurent Boutonnat) – Monkey Me (2012)
8. À l'ombre – 4:48 (Mylène Farmer, Laurent Boutonnat) – Monkey Me (2012)
9. Je te dis tout – 5:30 (Mylène Farmer, Laurent Boutonnat) – Monkey Me (2012)
10. Interstellaires – 3:12 (Mylène Farmer, Martin Kierszenbaum) – Interstellaires (2015)
11. Stolen Car (feat. Sting) – 3:23 (Mylène Farmer, Sting) – Interstellaires (2015)
12. City of Love – 4:27 (Mylène Farmer, Martin Kierszenbaum, Matthew Koma) – Interstellaires (2015)
13. Un jour ou l’autre – 4:27 (Mylène Farmer, Martin Kierszenbaum) – Interstellaires (2015)
14. Rolling Stone – 3:45 (Mylène Farmer, Feder, Johanna Iser, Peter Hoppe, Anastassia Zimmerman, Ashley Hicklin, Kimberley Sawford, Quentin Segaud) – Désobéissance (2018)
15. N'oublie pas (feat. LP) – 3:40 (Mylène Farmer, Laura Pergolizzi, Nate Campany, Mike Del Rio) – Désobéissance (2018)
16. Désobéissance – 4:00 (Mylène Farmer, Leon Deutschmann) – Désobéissance (2018)
17. Sentimentale – 4:16 (Mylène Farmer, Feder, Kimberley Sawford) – Désobéissance (2018)
18. Des larmes – 3:49 (Mylène Farmer, Mike Del Rio, Laura Pergolizzi) – Désobéissance (2018)
19. Histoires de fesses – 1:58 (Mylène Farmer, Feder) – Désobéissance (2018)
20. L’âme dans l’eau – 3:07 (Mylène Farmer, Jonathan Burr, Adam Richardson) – Inedito su album

## Classifiche

### Classifiche settimanali
| Classifica (2020-21) | Posizione massima |
| -------------------- | ----------------- |
| Belgio (Vallonia)    | 2                 |
| Francia              | 2                 |
| Svizzera             | 5                 |
| Svizzera (Romandia)  | 48                |

### Classifiche di fine anno
| Classifica (2020) | Posizione |
| ----------------- | --------- |
| Belgio (Vallonia) | 99        |
| Francia           | 43        |